# Міста Гватемали

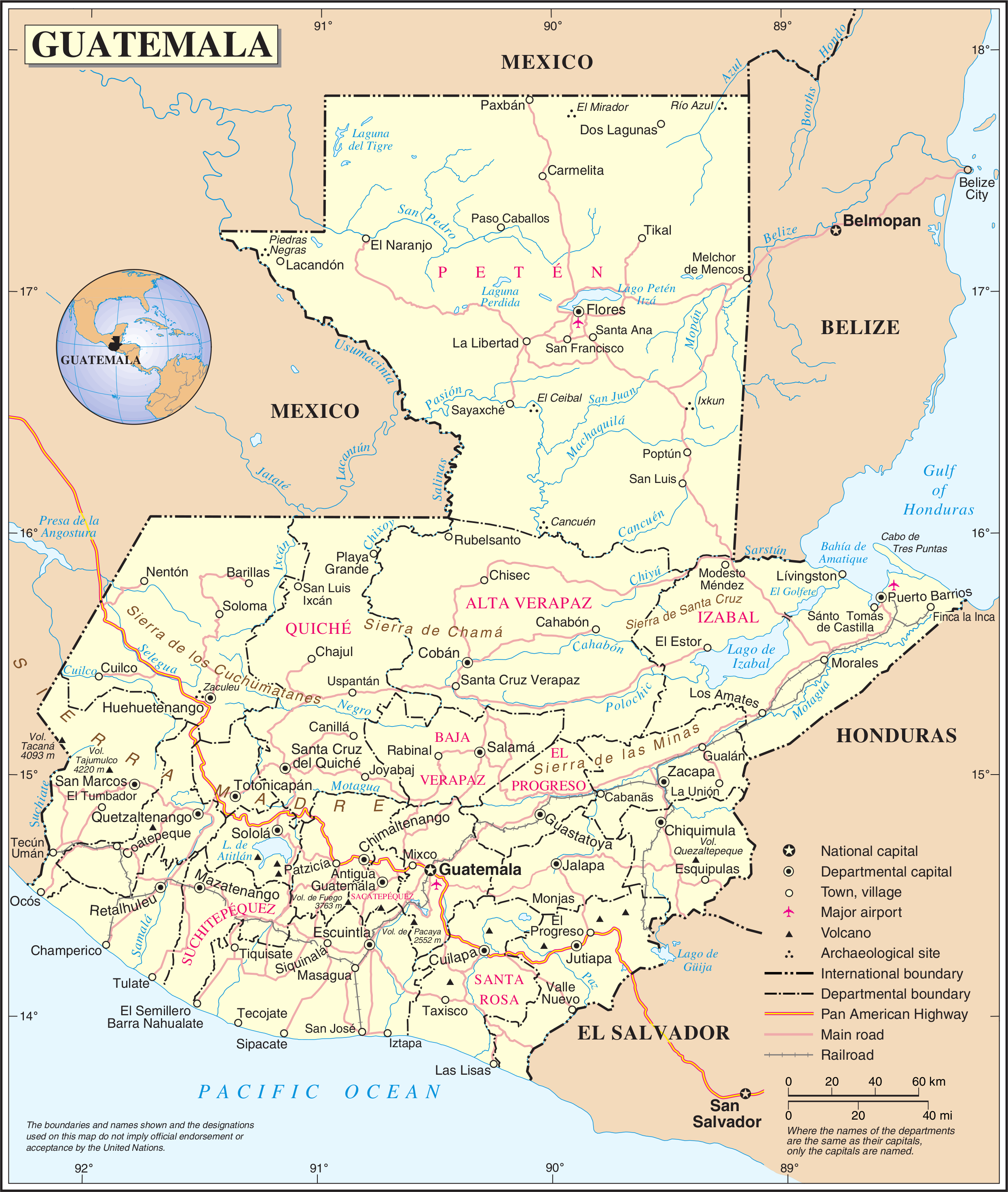
Мапа Гватемали

До списку міст Гватемали включені найбільші населені міста країни.
У Гватемалі налічується 101 місто із населенням більше 10 тисяч мешканців. 2 міста мають населення понад 500 тисяч, 15 міст — населення від 100 до 500 тисяч, 11 — від 50 до 100 тисяч, 4 — 25-50 тисяч.
Нижче перелічено 17 найбільших міст із населенням понад 100 тисяч
| Назва                | Населення (2018) |
| -------------------- | ---------------- |
| Гватемала            | 995 393          |
| Вілья-Нуева          | 618 397          |
| Міско                | 465 773          |
| Кобан                | 212 047          |
| Кесальтенанго        | 180 706          |
| Халапа               | 159 840          |
| Ескуїнтла            | 156 313          |
| Сан-Хуан-Сакатепекес | 155 965          |
| Хутьяпа              | 145 880          |
| Сан-Мігель-Петапа    | 129 124          |
| Вілья-Каналес        | 124 680          |
| Уеуетенанго          | 117 818          |
| Чикімула             | 111 505          |
| Коатепеке            | 105 415          |
| Чинаутла             | 104 972          |
| Тотонікапан          | 103 952          |
| Пуерто-Барріос       | 100 593          |